# ヨハン・クライフ・アレナ
ヨハン・クライフ・アレナ（Johan Cruijff ArenA、旧名: アムステルダム・アレナ[Amsterdam ArenA]、オランダ語発音: [ˌɑmstərˈdɑm aˈreːna]）は、オランダのアムステルダムにある、開閉式屋根を備えたドーム型多目的スタジアム。サッカーエールディヴィジのアヤックス・アムステルダムのホームスタジアムである。

## 概要
当初は世界陸上競技選手権大会の誘致を目指し陸上競技場を建設する計画を立てていたが、それに落選したため計画をサッカー用スタジアムに変更。太陽光電池パネルを使用した開閉式屋根を架設して、天気やイベントに応じて屋根を開閉したり、またサッカー以外ではSensationなどのコンサートや展示会にも使用できるように設計されている。また、格闘技ではヨーロッパ最大にして世界的にもK-1と双璧をなすキックボクシングイベントIT'S SHOWTIMEの年間最大の大会も毎年この会場で開催されている。
高速道路からそのまま入る事が出来る駐車場が1階。2階には食事などのできる場所があり、3階がグラウンドとなっている。
アヤックスにかつて所属した世界的な名選手ヨハン・クライフが2016年に死去したことを受け、功績を称えるべくヨハン・クライフ・アレナと改名するプランが2017年8月9日に発表され、2018年4月5日に正式に変更することが決定したと公式HPで発表した。

## 重要な試合

### UEFA EURO 2000
| 日時    |            | 結果 |            | ラウンド  |
| ------- | ---------- | ---- | ---------- | --------- |
| 6月11日 | オランダ   | 1–0  | チェコ     | グループD |
| 6月18日 | スロベニア | 1–2  | スペイン   | グループC |
| 6月21日 | フランス   | 2–3  | オランダ   | グループD |
| 6月24日 | トルコ     | 0–2  | ポルトガル | 準々決勝  |
| 6月29日 | オランダ   | 0–0  | イタリア   | 準決勝    |

## 交通アクセス
- アムステルダム・ベイルマー・アレーナ駅（オランダ鉄道、メトロ50,54系統）より、徒歩5分程度

アムステルダム中央駅からメトロ54系統で、所要時間約15分（運賃1.84EUR/4ストリッペン, 2008年現在）

## 周辺施設
- アムステルダム・ポート（アムステルダム市内で最大のショッピングモール）
- ハイネケン・ミュージックホール（コンサートホール）
- ジッゴ・ドーム（多目的アリーナ）
- Pathé ArenA（シネマコンプレックス）
- MediaMarkt（家電品店）

## ギャラリー

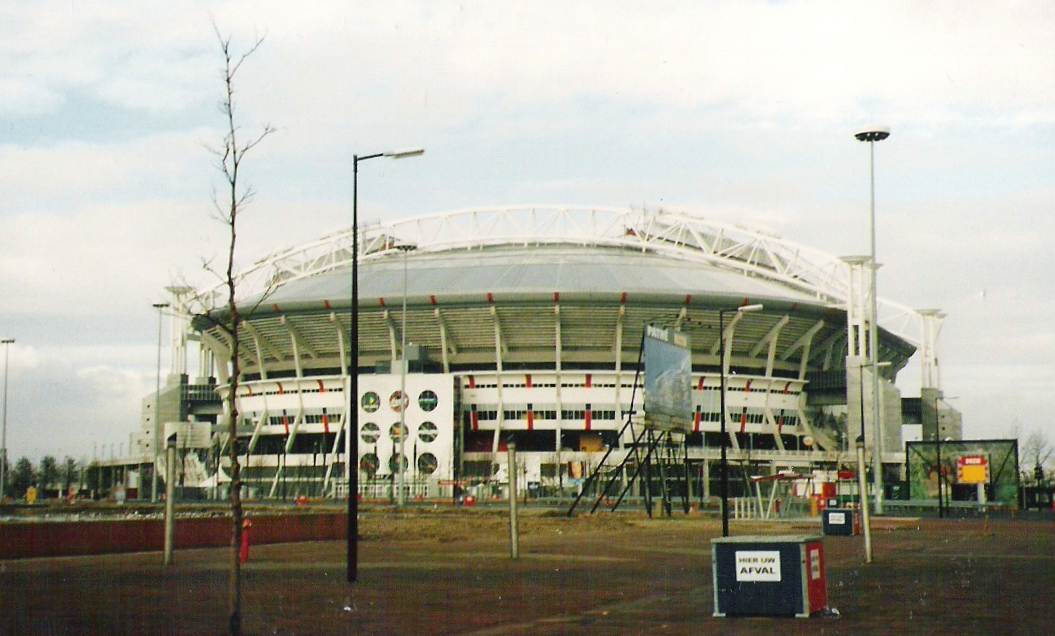
ヨハン・クライフ・アレナ外観